# 유광 (육안경왕)
육안경왕 유광(六安頃王 劉光, ? ~ 기원전 24년)은 중국 전한의 황족 · 제후왕으로, 육안왕이다. 육안이왕 유록의 아들이다.
아버지가 육안무왕 23년(기원전 51년)에 죽어 육안왕이 됐고, 육안경왕 27년(기원전 24년)에 죽어 아들 유육이 육안왕을 계승했다.

## 가계
- 육안무왕 유정
  - 육안경왕 유광
    - 육안왕 유육
    - 용향후 유재